# Lazulit

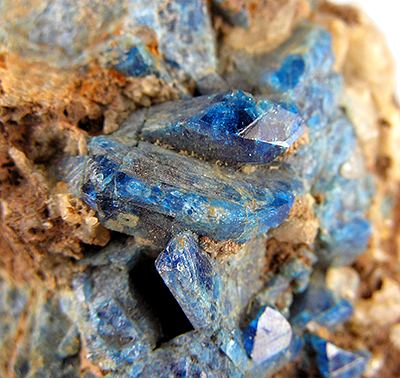

Lazulit – rzadki minerał z gromady fosforanów. Nazwa pochodzi od arab. azul (niebo); pers. lazhward (niebieski) oraz łac. lazulum (błękit), połączonego z gr. lithos (kamień, skała), nawiązując do charakterystycznej barwy tego minerału.

## Właściwości
Krystalizuje w układzie jednoskośnym. Rzadko tworzy kryształy, najczęściej igiełkowe, tabliczkowe, słupkowe lub krótkosłupkowe zwykle przyjmujące postać pseudorombowej podwójnej piramidy o przekroju prostokąta. Także jako kryształy wrosłe i narosłe. Niekiedy tworzy formy bliźniacze. Przeważnie występuje w skupieniach ziarnistych i zbitych, tworzy też impregnacje. Jest minerałem kruchym, przeświecającym (w cienkich okruchach); wyjątkowo bywa bezbarwny. Zazwyczaj zawiera jasne cętki, kropki, smugi. Z trudem rozpuszcza się w gorących kwasach. Tworzy kryształy mieszane ze scorzalitem. Wykazuje słaby pleochroizm. Częstymi zanieczyszczeniami w strukturze są żelazo i mangan.

## Występowanie
Występuje w skałach metamorficznych oraz rzadko w pegmatytach granitowych i w utworach hydrotermalnych, reprezentowanych przeważnie przez żyły mlecznego kwarcu (zwykle z rutylem i andaluzytem). Spotykany jest też w kwarcytach i osadach aluwialnych. Minerałami współwystępującymi są korund, dumortieryt, sillimanit, syderyt, fluorapatyt, apatyt, pirofyllit, rutyl, granat, dysten, kwarc, wagneryt. 

## Miejsce występowania
Jest minerałem bardzo rzadkim. Występuje w Austrii – okolice Salzburga, Szwajcarii – Zermatt, na Madagaskarze, Kanadzie, Szwecji, Słowacji – Nitra, Brazylii – Minas Gerais, Boliwii, Rosji, USA.

## Zastosowanie
- Minerał bardzo atrakcyjny, poszukiwany i ceniony przez kolekcjonerów[2].
- Bywa wykorzystywany do wyrobu drobnej galanterii ozdobnej oraz rzeźb[2].
- Niekiedy jest stosowany jako kamień jubilerski[2].
- okazjonalnie szlifowany fasetkowo na potrzeby kolekcjonerów[2].
- Bardzo często bywa mylony z podobnym do niego lazurytem[2] (głównym składnikiem skały lapis lazuli), sodalitem, azurytem, wiwianitem, a nawet z czaroitem[4].